# Divisão Naval em Operações de Guerra

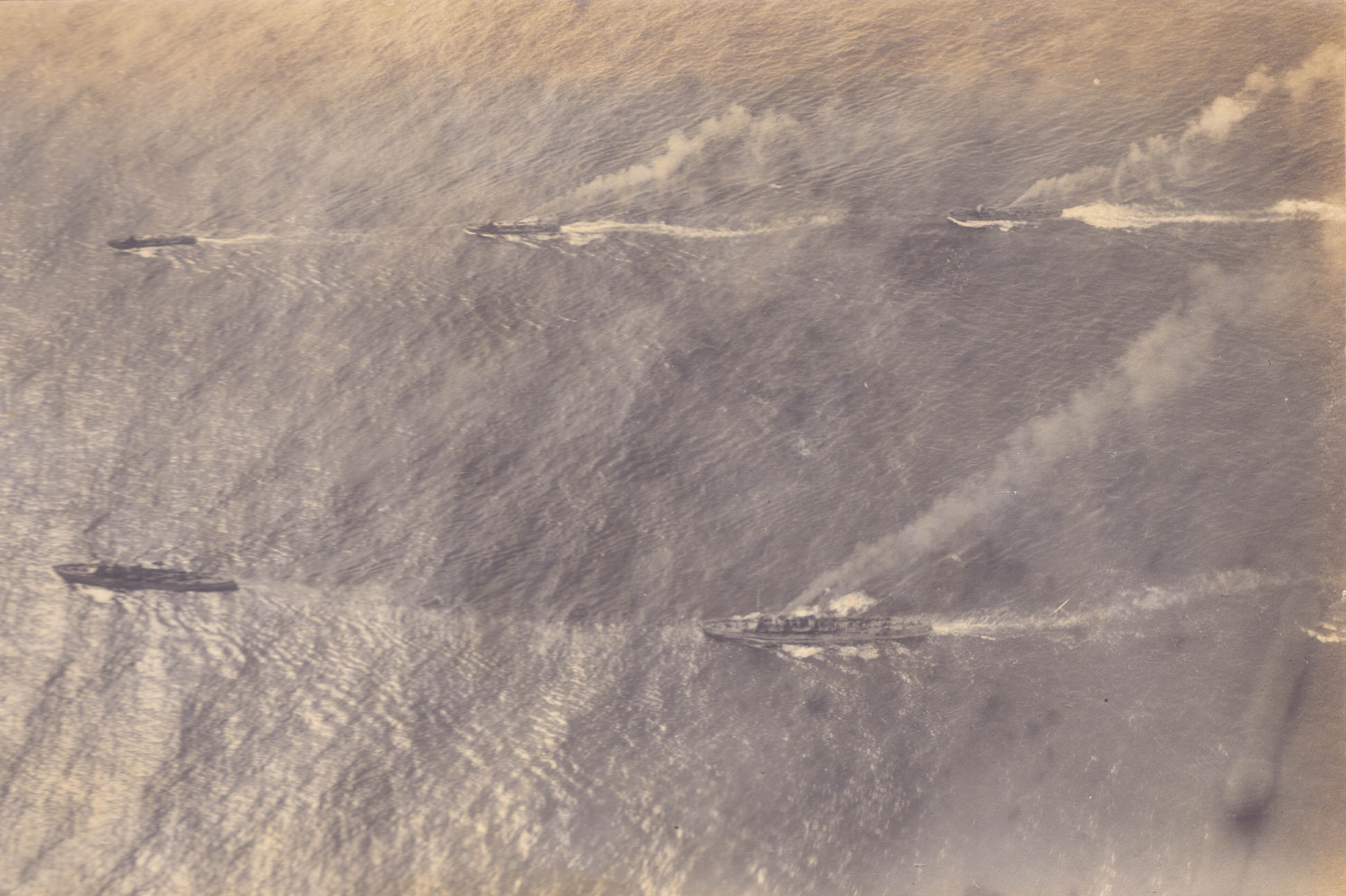
Regresso da DNOG ao Rio de Janeiro em 1919

A Divisão Naval em Operações de Guerra (DNOG) foi uma esquadra naval da Marinha do Brasil criada especificamente para atender à missão de patrulhamento do Oceano Atlântico, evitando a ação dos submarinos alemães (U-boats) no contexto da Primeira Guerra Mundial. Atuou sob comando britânico no litoral do noroeste da África, entre Dacar e Gibraltar, entre agosto e novembro de 1918.

## História

### Antecedentes
A partir de 1917, o Império Alemão ampliou as operações de guerra submarina, que se tornaram irrestritas nas águas europeias. Com isso, os navios brasileiros, que transportavam gêneros alimentícios, passaram a ser passíveis de sofrer ataques, o que se registrou em 5 de abril desse mesmo ano, quando o vapor Paraná foi torpedeado, registrando-se três vítimas. Desse modo, a 11 de abril, o país rompeu relações diplomáticas com os países da Tríplice Aliança.
A 20 de abril o vapor Tijuca, navegando próximo à França, também foi torpedeado. Em função dos ataques, nos meses seguintes, o governo brasileiro arrestou quarenta e dois navios alemães em portos brasileiros, visando assegurar indenizações de guerra. Uma relação de embarcações brasileiras atacadas no período, inclui ainda os navios:
- Vapor Alegrette;
- Vapor Baependi;
- Vapor Bagé;
- Vapor Barbacena;
- Vapor Cabedello
- Vapor Campos;
- Vapor Lages;
- Vapor Parnaíba;
- Vapor Macau (ex-vapor Palatia), afundado ao largo da costa da Espanha a 23 de outubro de 1917.

Diante da pressão da opinião pública, o governo brasileiro declarou guerra aos países da Tríplice Aliança no dia 26 de outubro de 1917.

### A DNOG
Na condição de país beligerante, em consequência da Conferência Interaliada, reunida em Paris de 20 de novembro a 3 de dezembro de 1917, foi criada, no Brasil, a DNOG, entre o final desse ano e início do seguinte.
Para comandá-la o então Ministro da Marinha, Almirante Alexandrino de Alencar, designou um dos oficiais de maior prestígio no meio naval brasileiro à época, o Contra-Almirante Pedro Max Fernando Frontin, nomeado a 30 de janeiro de 1918.

### Composição
A DNOG consistia, num primeiro momento, em três divisões navais, Norte, Centro e Sul, vindo a ser, posteriormente, agrupada em uma única divisão.
Era composta pelos seguintes navios:
- Cruzador Rio Grande do Sul, capitânia, sob o comando de José Machado de Castro Silva;
- Cruzador Bahia, sob o comando de Tancredo de Gomensoro;
- Contratorpedeiro Piauhy, sob o comando de Alfredo de Andrada Dodsworth;
- Contratorpedeiro Rio Grande do Norte, sob o comando de José Felix da Cunha Menezes;
- Contratorpedeiro Parahyba, sob o comando de Manoel José Nogueira Gama;
- Contratorpedeiro Santa Catarina, sob o comando de Adalberto Guimarães Bastos;
- Tender Belmonte, sob o comando de Benjamin Goulart, ex-Valésia, navio alemão arrestado, popularmente conhecido à época pelo apelido de Guiomar Novais, pois como a famosa pianista, em cada porto fazia um conserto; e o
- Rebocador Laurindo Pitta, sob o comando de Nelson Simas de Sousa.

Todos os comandantes eram Capitães-de-Corveta, exceto Gomensoro, que era Capitão-de-Fragata, e Simas de Sousa, 1º Tenente. Entre oficiais e praças, totalizavam 1 515 homens, embarcados pelo sistema de voluntariado.

### Missão
Devido à disputas entre os comandos navais francês, americano e italiano; sobre qual deles teria primazia em contar com o reforço da esquadra brasileira, sem que o comando britânico se decidisse por apoiar uma das partes, a principal missão da DNOG nunca ficou definida com clareza. Na prática tal indecisão do comando aliado, somada ao tempo em que parte considerável da tripulação ficou enferma em Dacar, fez com que a intenção francesa de utilizar a esquadra na proteção do tráfego marítimo ao longo do litoral noroeste africano, prevalecesse. Uma vez que, quando a esquadra brasileira foi designada ao mediterrâneo, o conflito se encontrava em suas últimas semanas.

### Ações realizadas

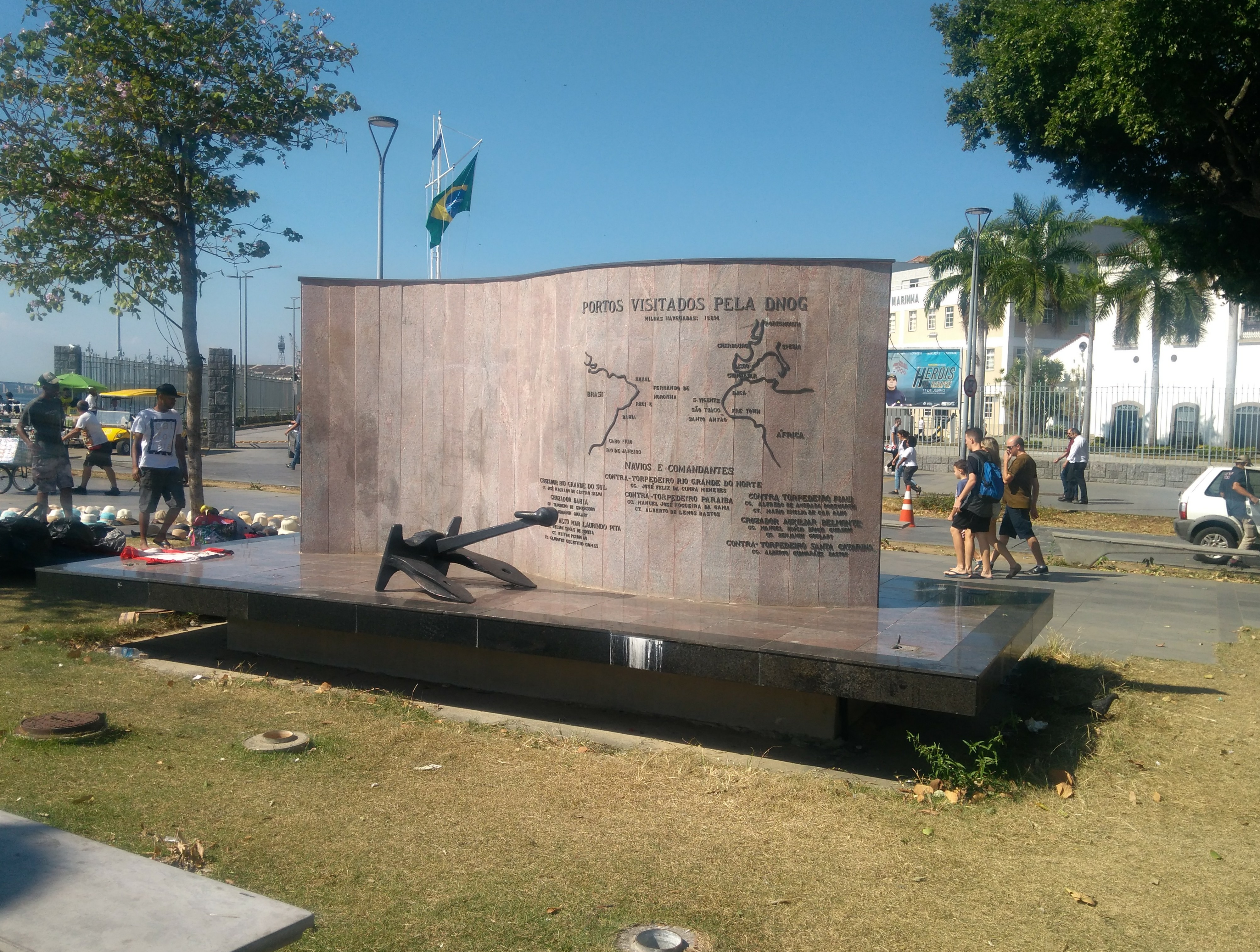
Monumento à Divisão Naval em Operações de Guerra (DNOG), Praça Mauá (cidade do Rio de Janeiro, Brasil)

Os navios envolvidos concentraram-se na baía de Guanabara, onde receberam rápidos reparos, embora não adequados à missão que iriam desempenhar: não havia os materiais necessários no país, não existiam técnicos qualificados e nem maquinaria pesada. O Contra-Almirante Frontin, junto com o seu Estado-Maior, desenvolveu uma tarefa hercúlea, incluindo diversos e exaustivos exercícios de tiro real ao largo da Ilha Grande e na baía de Jacuecanga, no litoral Sul do Estado do Rio de Janeiro.
A partir de 7 de maio, a Esquadra da DNOG iniciou a viagem rumo ao litoral Nordeste do Brasil. Pelo Aviso Secreto nº 235 do Ministro da Marinha, datado de 14 de maio, o Contra-Almirante Frontin achava-se investido de poderes excepcionais, dos quais nunca abusou. Aportaram em Salvador, Recife e Natal, aproveitando, o seu comandante, para prosseguir exercitando os seus subordinados, cumprindo um programa de adestramento previamente traçado em diversas fainas de guerra.
No final de julho, os navios agruparam-se em Fernando de Noronha. Cada homem em cada navio sabia exatamente o que fazer em qualquer emergência que adviesse. Finalmente, em 1 de agosto de 1918, às 8 horas da manhã, a DNOG suspendeu ferros com destino a Gibraltar, objetivando varrer os mares de embarcações inimigas em seu percurso.
A possibilidade desses navios depararem com submarinos constituía motivo de preocupação permanente. Em uma época em que apenas se podia saber da presença do inimigo submerso quando se avistava o seu periscópio, os homens encontravam-se tensos, especialmente durante a vigília noturna. Acrescentem-se as diversas pausas em alto-mar como resultados de defeitos os mais diversos.
No dia 9 de agosto, a DNOG aportou a Freetown, tendo o seu comandante se apresentado ao Almirante Sheppard, sob cujo comando ficava a força brasileira. Os navios brasileiros permaneceram nesse porto por quatorze dias. Em uma das fainas de abastecimento, uma bomba de profundidade desprendeu-se da popa do Paraíba caindo ao mar; com rapidez, o Cabo José de Sousa Oliveira atirou-se à água, segurando a bomba e impedindo que ela chegasse ao fundo e explodisse, danificando o navio e ceifando vidas. Durante essa estadia em Freetown, os brasileiros começaram a contrair o vírus da Gripe Espanhola, moléstia ainda desconhecida no Brasil e que vitimava os nativos.
Em 23 de agosto, a DNOG suspendeu com destino a Dacar, navegação realizada com muito mau tempo.

### O batismo de fogo
Na noite de 25 para 26 de agosto, prestes a aportar a Dacar, torpedos provenientes de um submarino inimigo passaram por entre a formação dos navios brasileiros. As embarcações brasileiras, assim que o avistaram em fase de submersão, lançaram bombas de profundidade e disparam seus canhões, tendo o contratorpedeiro Rio Grande do Norte acertado o submarino alemão com seu canhão de 102 mm. Embora não tenha havido certeza da destruição, o Almirantado Britânico homologou a perda inimiga, creditando-a aos brasileiros. Finalmente, a 26, a Divisão fundeou em Dacar.
A permanência neste porto africano previa ser rápida, limitando-se ao reabastecimento e alguns reparos. Estendeu-se, porém, por causa da Gripe Espanhola que se alastrava entre os brasileiros, contagiando a quase todos, paralisando os serviços e descontrolando os planos. Faleceram 464 homens. Atendendo ao imperativo desejo do Almirantado Britânico, o Piauí partiu a 9 de setembro para as ilhas de Cabo Verde, levando oito doentes a bordo. Na altura de São Vicente a situação sanitária se agravou diante da disseminação da gripe; contudo, o ar mais salubre contribuiu para o restabelecimento de muitos. Algumas patrulhas foram executadas. Em 19 de outubro, o Piauí regressou a Dacar, deixando sepultados, naquela possessão portuguesa, quatro elementos de sua tripulação.
Somente a 3 de novembro, a DNOG' pôde reiniciar a viagem para Gibraltar com oficiais e praças vindos do Brasil para completarem os claros. Permaneceram em Dacar os seguintes navios: o Rio Grande do Sul, que precisava mudar a tubulação dos condensadores; o Rio Grande do Norte, com vários problemas  nas máquinas; o Belmonte, com um carregamento de trigo para o governo francês; e o Laurindo Pitta, que se aprestava para retornar ao Brasil.
No dia 10 de novembro, a DNOG, assim desfalcada, fundeou em Gibraltar; no dia seguinte, era assinado o armistício.

### Desmobilização
Os navios foram docados e sofreram reparos vários, e os homens aproveitaram, em terra, momentos de lazer.  Depois de regressar ao Brasil, a DNOG foi dissolvida em 25 de junho de 1919, cumprindo, integralmente, a missão que lhe fora confiada.